# Blacus votrus
Blacus votrus är en stekelart som beskrevs av Papp 1985. Blacus votrus ingår i släktet Blacus och familjen bracksteklar. Inga underarter finns listade.